# Hollywood Ending
Hollywood Ending ist eine US-amerikanische Filmkomödie von und mit Woody Allen aus dem Jahr 2002. Der Film eröffnete im selben Jahr die Internationalen Filmfestspiele von Cannes.

## Handlung
Val Waxman war ein Starregisseur. Aber der Ruhm ist vergangen und statt großer Filmproduktionen dreht Waxman nun nur noch Fernsehwerbungen. Nachdem er von seinem jüngsten Engagement gefeuert wird – er sollte in Alaska eine Werbung für ein Deo drehen – versucht er wieder ein echtes Filmprojekt an Land zu ziehen. Tatsächlich wird ihm aus heiterem Himmel eine große Blockbuster-Produktion angeboten, aber wie sich herausstellt kommt das Angebot von seiner Exfrau Ellie, die mit dem Chef eines Filmstudios liiert ist – derselbe Mann, für den sie Waxman verlassen hat.
Auf Zurede seines Managers Al Hack nimmt Waxman das Angebot zwar an, allerdings überkommt ihn kurz vor Drehstart eine psychosomatische Stressreaktion: Waxman erblindet vorübergehend. Mit Hilfe seines Managers und seiner Freundin versucht er den Film dennoch zu drehen und seine Erblindung vor dem Team und besonders dem Studioboss zu verheimlichen.

## Kritiken
Hollywood Ending stieß auf eine tendenziell durchwachsene Kritik. Auf der Webseite Rotten Tomatoes wird der Film nach Auswertung von 133 Kritiken mit 47 % bewertet. Zusammenfassend heißt es dort: „Obwohl Hollywood Ending einige großartige One-Liner enthält, scheint die vielversprechende Prämisse des Films nicht ausgereift.“
Michael Wilmington schrieb in der Chicago Tribune, dass der Film zwar nicht perfekt sei, aber man blind sein müsse, um seine Qualitäten nicht zu erkennen. („Not perfect, and neither are life or the movies. But you'd have to be blind yourself not to relish its qualities or laugh at its barbs.“)
Kenneth Turan schrieb in der Los Angeles Times, dass Woody Allen sein eigener schlimmster Feind sei. Seine Präsenz in der Komödie mache es beinahe unmöglich, sich sie anzuschauen.